# باب الداير (يريم)

تعديل مصدري - تعديل

باب الدًاير محلة تابعة لقرية الخرابة، التابعة لعزلة عراس بمديرية يريم إحدى مديريات محافظة إب في الجمهورية اليمنية، بلغ تعداد سكانها 209 حسب تعداد اليمن لعام 2004.